# Dear/旅立ちの日に…
『Dear/旅立ちの日に…』（ディア/たびだちのひに）は日本のシンガーソングライター・川嶋あいが2006年2月1日（水）に発売した8枚目シングル。

## 概要
前作『「…ありがとう...」』の6か月後に発売。通常盤、初回限定盤A、Bの3種類での発売で、初回限定盤にはDVDが付属しているほかフォトカードが封入されている。
デビューシングル『天使たちのメロディー／旅立ちの朝』以来の両A面シングルになっており、2作連続で週間オリコンチャートのトップ10入りを果たした作品。

## 収録曲
- 全作詞・作曲：Ai kawashima

1. Dear
編曲：hal
RKB毎日放送『今日感テレビ』2006年1月度エンディングテーマ
支えてくれている人達や自身のファンに向けて作られた楽曲。PVは映画館を借り切って撮影されたもので、ドラマのような展開になっている[1]。
2. 旅立ちの日に…
編曲：satoshi takebe
川嶋がI WiSH時代に発売した「明日への扉」の原曲。高校時代、路上ライヴを行っていた頃から披露されていた曲で、同じ卒業ソングである「Dear」の発売にあたって再録された。また、当時と歌詞が異なっている。
PVは学校で撮影されたものと、春夏秋冬各バージョンのPVが撮影されている。初回限定盤Bに付属しているPVは学校で撮影されたものである。春夏秋冬の各PVは必ず季節の風物詩が登場している。
3. Bye Bye
編曲：takashi nagasawa
4. Dear（instrumental）
5. 旅立ちの日に…（instrumental）

### 初回限定盤DVD
A
- Dear（PV）

B
- 旅立ちの日に…（PV）

## カバー
旅立ちの日に…
- 秋月律子（若林直美） - 「THE IDOLM@STER MASTER SPECIAL SPRING」に収録。